# Robert Ellis (acteur, 1892)
Pour les articles homonymes, voir Robert Ellis, Ellis et Reel (homonymie).
Robert Ellis, de son vrai nom Robert Ellis du Reel, est un acteur, un réalisateur et un scénariste américain né le 27 juin 1892 à New York et mort le 29 décembre 1974 à Santa Monica.

## Biographie
Il est né en 1892 dans le quartier new-yorkais de Brooklyn. Comme acteur, Il a joué dans 166 films, entre 1913 (il a 21 ans) et 1934. Il a également écrit pour 65 films et en a réalisé 61. Il a dirigé un des premiers films avec l'acteur Ricardo Cortez, The Imp, en 1919, et a écrit le scénario de The Escape, réalisé par le même Ricardo Cortez.
Il s'est marié plusieurs fois. La première fois en 1920 avec l'actrice May Allison, dont il divorce en 1923. Parmi ses épouses, figurent également Irene Boyle, l'actrice Vera Reynolds (leur mariage est en 1926) puis la scénariste Helen Logan. Il meurt en 1974 à Santa Monica, en Californie, âgé de 82 ans.

## Filmographie

### Comme acteur
- 1913 : A Modern Jekyll and Hyde , un film de la Kalem Company
- 1914 : The Black Sheep de Tom Moore
- 1915 : Prejudice (it) de Tom Moore
- 1915 : The Adventure at Briarcliff (it) de Tom Moore
- 1915 : The First Commandment de Tom Moore
- 1915 : The Glory of Youth de Louis B. Gardner
- 1915 : The Secret Room de Tom Moore
- 1915 : The Third Commandment de Tom Moore
- 1915 : The Ventures of Marguerite (it) de Hamilton Smith
- 1916 : The Child of Destiny de William Nigh
- 1916 : The Tricksters de R. E. Cummings
- 1917 : The Customary Two Weeks de Saul Harrison
- 1917 : The Lifted Veil (en) de George D. Baker
- 1918 : Entre l'amour et l'amitié (Brown of Harvard) de Harry Beaumont
- 1919 : In for Thirty Days (en) de Webster Cullison
- 1919 : Louisiana (en) de Robert G. Vignola
- 1919 : Peggy Does Her Darndest (en) de George D. Baker
- 1919 : The Spite Bride (en) de Charles Giblyn
- 1919 : The Third Kiss (en) de Robert G. Vignola
- 1919 : Upstairs and Down (en) de Charles Giblyn
- 1921 : Handcuffs or Kisses (en) de George Archainbaud
- 1921 : Ladies Must Live de George Loane Tucker
- 1922 : L'Émigrée (Anna Ascends) de Victor Fleming
- 1922 : La Fille du pirate (Hurricane's Gal) de Allen Holubar
- 1922 : Love's Masquerade (en) de William P. S. Earle
- 1922 : The Dangerous Little Demon de Clarence Badger
- 1922 : The Infidel de James Young
- 1922 : The Woman Who Fooled Herself (en) de Charles Logue
- 1922 : Viviane (Wild Honey) de Wesley Ruggles
- 1923 : Dark Secrets de Victor Fleming
- 1923 : Mark of the Beast (en) de Thomas Dixon
- 1923 : La Flamme de la vie (The Flame of Life) de Hobart Henley
- 1923 : The Wanters de John M. Stahl
- 1923 : The Wild Party (en) de Herbert Blache
- 1924 : La Danseuse du Caire (A Cafe in Cairo) de Chester Withey
- 1924 : For Sale de George Archainbaud
- 1924 : Lovers' Lane (en) de Phil Rosen
- 1924 : On Probation (en) de Charles Hutchison
- 1924 : Silk Stocking Sal de Tod Browning
- 1924 : Pour l'amour de l'enfant (The Law Forbids) de Jess Robbins
- 1925 : Pari tragique (Capital Punishment) de James P. Hogan
- 1925 : Defend Yourself de Dell Henderson
- 1925 : Forbidden Cargo (en) de Thomas Buckingham
- 1925 : Lady Robinhood de Ralph Ince
- 1925 : Northern Code (en) de Leon Kent
- 1925 : S.O.S. Perils of the Sea (en) de James P. Hogan
- 1925 : Speed (en) d'Edward J. Lesaint
- 1925 : The Part Time Wife (en) de Henry Mccarty
- 1926 : Brooding Eyes (en) d'Edward J. Lesaint
- 1926 : Devil's Dice (en) de Tom Forman
- 1926 : Ladies of Leisure (en) de Thomas Buckingham
- 1926 : The Girl from Montmartre d'Alfred E. Green
- 1926 : Whispering Canyon (en) de Tom Forman
- 1927 : Ragtime de Scott Pembroke
- 1927 : The Lure of the Night Club (en) de Thomas Buckingham
- 1928 : Cleopatra de R. William Neill
- 1928 : L'honneur commande (Freedom of the Press) de George Melford
- 1928 : Law and the Man (en) de Percy Pembroke
- 1928 : Marry the Girl (en) de Phil Rosen
- 1928 : Restless Youth (en) de W. Christy Cabanne
- 1928 : The Law's Lash (en) de Noel Smith
- 1928 : Tel père, tel fils (Varsity) de Frank Tuttle
- 1929 : Broadway de Paul Fejos
- 1929 : La Combine (Night Parade) de Malcolm St. Clair
- 1929 : Le Piège d'amour (The Love Trap) de William Wyler
- 1929 : Tonight at Twelve (en) de Harry Pollard
- 1930 : The Squealer (en) de Harry J. Brown
- 1930 : Undertow (en) de Harry Pollard
- 1930 : What Men Want (en) de Ernst Laemmle
- 1931 : La Danseuse des dieux (Aloha) d'Albert S. Rogell
- 1931 : Caught Cheating de Frank Strayer
- 1931 : Dancing Dynamite (en) de Noel Smith
- 1931 : Desert Vengeance (en) de Louis King
- 1931 : Is There Justice? (en) de Stuart Paton
- 1931 : Mounted Fury (en) de Stuart Paton
- 1931 : Murder at Midnight de Frank Strayer
- 1931 : One Man Law (en) de Lambert Hillyer
- 1931 : The Deadline (en) de Lambert Hillyer
- 1931 : The Devil Plays de Richard Thorpe
- 1931 : The Fighting Sheriff (en) de Louis King
- 1931 : The Good Bad Girl de R. William Neill
- 1931 : The Last Parade (en) de Erle C. Kenton
- 1932 : Hors-bord C-67 (Speed Demon) de D. Ross Lederman
- 1932 : A Man's Land (en) de Phil Rosen
- 1932 : American Madness de Frank Capra
- 1932 : Behind Stone Walls (en) de Frank Strayer
- 1932 : Come On Danger! (en) de Robert F. Hill
- 1932 : Daring Danger (en) de D. Ross Lederman
- 1932 : From Broadway to Cheyenne (en) de Harry L. Fraser
- 1932 : Slightly Married de Richard Thorpe
- 1932 : The Fighting Fool (en) de Lambert Hillyer
- 1932 : The Last Man (en) de Howard Higgin
- 1932 : L'Express fantôme (The Phantom Express) d'Emory Johnson
- 1932 : L'Aigle blanc (White Eagle) de Lambert Hillyer
- 1933 : Notorious but Nice de Richard Thorpe
- 1933 : Officer 13 (en) de George Melford
- 1933 : Police Call (en) de Phil Whitman (en)
- 1933 : Reform Girl (en) de Sam Newfield
- 1933 : Soldiers of the Storm (en) de D. Ross Lederman
- 1933 : The Constant Woman (en) de Victor Schertzinger
- 1933 : The Important Witness (en) de Sam Newfield
- 1933 : The Penal Code (en) de George Melford
- 1933 : Le Sphinx (The Sphinx) de Phil Rosen
- 1933 : Thrill Hunter (en) de George B. Seitz
- 1933 : Treason (en) de George B. Seitz
- 1933 : Women Won't Tell de Richard Thorpe
- 1934 : Cœurs meurtris  (A Girl of the Limberlost) de Christy Cabanne
- 1934 : Dancing Man (en) d'Albert Ray
- 1934 : J'écoute (I've Got Your Number) de Ray Enright
- 1934 : Madame Spy (en) de Karl Freund

### Comme scénariste
- 1916 : The Stolen Jail
- 1922 : The Woman Who Fooled Herself (en) de Charles Logue
- 1932 : The Monster Walks (en) de Frank R. Strayer
- 1933 : A Man of Sentiment de Richard Thorpe
- 1933 : By Appointment Only (en) de Frank R. Strayer
- 1933 : Dance, Girl, Dance de Frank R. Strayer
- 1933 : In the Money de Frank R. Strayer
- 1933 : Twin Husbands (en) de Frank R. Strayer
- 1934 : In Love with Life (en) de Frank R. Strayer
- 1934 : Port of Lost Dreams (en) de Frank R. Strayer
- 1934 : Poste frontière (en) (Fugitive Road) de Frank R. Strayer et Erich von Stroheim
- 1934 : The Quitter de Richard Thorpe
- 1935 : Asegure a su mujer de Lewis Seiler
- 1935 : Charlie Chan en Égypte (Charlie Chan in Egypt) de Louis King
- 1935 : Ginger de Lewis Seiler
- 1935 : Happiness C.O.D. (en) de Charles Lamont
- 1935 : Les femmes aiment le danger (en) (Ladies Love Danger) de H. Bruce Humberstone
- 1935 : Music Is Magic de George Marshall
- 1935 : One in a Million (en) de Frank R. Strayer
- 1935 : The Lady in Scarlet (en) de Charles Lamont
- 1936 : Back to Nature de James Tinling
- 1936 : Charlie Chan at the Circus de Harry Lachman
- 1936 : Charlie Chan aux courses de H. Bruce Humberstone
- 1936 : Le Secret de Charlie Chan (Charlie Chan's Secret) de Gordon Wiles
- 1936 : Federal Agent (en) de Sam Newfield
- 1936 : Here Comes Trouble (en) de Lewis Seiler
- 1936 : Hitch Hike to Heaven (en) de Frank R. Strayer
- 1936 : Laughing at Trouble (en) de Frank R. Strayer
- 1936 : Red Lights Ahead (en) de Roland D. Reed (en)
- 1937 : The Jones Family in Big Business (en) de Frank R. Strayer
- 1937 : Big Town Girl (en) de Alfred L. Werker
- 1937 : Casse-cou (en) de Malcolm St Clair et Gustav Machatý
- 1937 : Charlie Chan à Broadway d'Eugene Forde
- 1937 : Charlie Chan at Monte Carlo d'Eugene Forde
- 1937 : Charlie Chan aux jeux olympiques de H. Bruce Humberstone
- 1937 : Off to the Races (en) de Frank R. Strayer
- 1937 : That I May Live de Allan Dwan
- 1938 : A Trip to Paris (en) de Malcolm St Clair
- 1938 : Démons de la route (en) (Road Demon) d'Otto Brower
- 1938 : Down on the Farm (en) de Malcolm St Clair
- 1938 : Love on a Budget (en) d'Herbert I. Leeds
- 1938 : Joyeux Gitans (Rascals) de H. Bruce Humberstone
- 1938 : Sharpshooters de James Tinling
- 1938 : Speed to Burn (en) d'Otto Brower
- 1939 : Charlie Chan in City in Darkness (en) d'Herbert I. Leeds
- 1939 : Chasing Danger de Ricardo Cortez
- 1939 : Pardon Our Nerve (en) de H. Bruce Humberstone
- 1939 : Susannah de William A. Seiter et Walter Lang
- 1939 : The Escape de Ricardo Cortez
- 1939 : The Honeymoon's Over (en) d'Eugene Forde
- 1939 : Too Busy to Work (en) d'Otto Brower
- 1940 : La Croisière meurtrière d'Eugene Forde
- 1940 : Lucky Cisco Kid (en) de H. Bruce Humberstone
- 1940 : La Rançon de la gloire (Star Dust) de Walter Lang
- 1940 : The Man Who Wouldn't Talk (en) de David Burton
- 1940 : Adieu Broadway (Tin Pan Alley) de Walter Lang
- 1941 : The Great American Broadcast (en) d'Archie Mayo
- 1941 : Tu seras mon mari de H. Bruce Humberstone
- 1942 : Filles des îles de Walter Lang
- 1942 : Iceland (en) de H. Bruce Humberstone
- 1942 : Swing au cœur de Gregory Ratoff
- 1943 : Hello Frisco, Hello de H. Bruce Humberstone
- 1944 : Four Jills in a Jeep de William A. Seiter
- 1944 : Pin Up Girl de H. Bruce Humberstone
- 1944 : Quand l'amour manœuvre (Something for the Boys) de Lewis Seiler
- 1946 : If I'm Lucky (en) de Lewis Seiler
- 1946 : Trois Jeunes Filles en bleu (Three Little Girls in Blue) de H. Bruce Humberstone
- 1946 : Voulez-vous m'aimer ? de Gregory Ratoff
- 1950 : Parade du rythme (I'll Get By)  de Richard Sale

### comme réalisateur
- 1915 : The Apaches of Paris
- 1916 : A Baby Grand
- 1916 : A Double Elopement
- 1916 : A Double-Barreled Courtship
- 1916 : A Flock of Skeletons
- 1916 : A Leap Year Wooing
- 1916 : A Lucky Mistake
- 1916 : A Lunch Room Legacy
- 1916 : A Mission of State
- 1916 : Almost a Heroine
- 1916 : An Innocent Vampire
- 1916 : He Wrote Poetry?
- 1916 : Her Great Invention
- 1916 : Juggling Justice
- 1916 : Meter in the Kitchen
- 1916 : Peaches and Ponies
- 1916 : Rival Artists
- 1916 : Romance and Riot
- 1916 : Setting the Fashion
- 1916 : She Came, She Saw, She Conquered
- 1916 : Sis the Detective
- 1916 : Stolen Plumage
- 1916 : Tangled by Telephone
- 1916 : That Pesky Parrot
- 1916 : The Battered Bridegroom
- 1916 : The Code Letter
- 1916 : The Dumb Heiress
- 1916 : The Fate of America
- 1916 : The Fickle Fiddler's Finish
- 1916 : The Girl and the Tenor
- 1916 : The Guiding Hand
- 1916 : The House of Three Deuces
- 1916 : The Lurking Peril
- 1916 : The Man from Yukon
- 1916 : The Menace
- 1916 : The Missing Heiress
- 1916 : The Mysterious Double
- 1916 : The Night Watch
- 1916 : The Pencil Clue
- 1916 : The Psychic Phenomenon
- 1916 : The Rogue's Pawn
- 1916 : The Sealskin Coat
- 1916 : The Stolen Jail
- 1916 : The Tiger's Claw
- 1916 : The Trail Of Graft
- 1916 : The Trail's End
- 1916 : The Trunk Mystery
- 1916 : The Wishing Ring
- 1916 : The Wizard's Plot
- 1916 : When Things Go Wrong
- 1917 : A Deal in Bonds
- 1917 : In the Web of the Spider
- 1917 : Mystery of Room 422
- 1917 : Sign of the Scarf
- 1917 : The Black Circle
- 1917 : The House of Secrets
- 1917 : The Mirror of Fear
- 1917 : The Missing Financier
- 1917 : The Net of Intrigue
- 1917 : The Screened Vault
- 1917 : The Secret of the Borgias
- 1917 : The Trap
- 1917 : The Veiled Thunderbolt
- 1917 : The Violet Ray
- 1917 : Winged Diamonds
- 1918 : The Fringe of Society
- 1919 : The Imp
- 1919 : The Tiger's Trail
- 1920 : A Fool and His Money (en)
- 1920 : The Daughter Pays
- 1920 : The Figurehead
- 1921 : A Divorce of Convenience
- 1921 : Chivalrous Charley